# Afzetlint

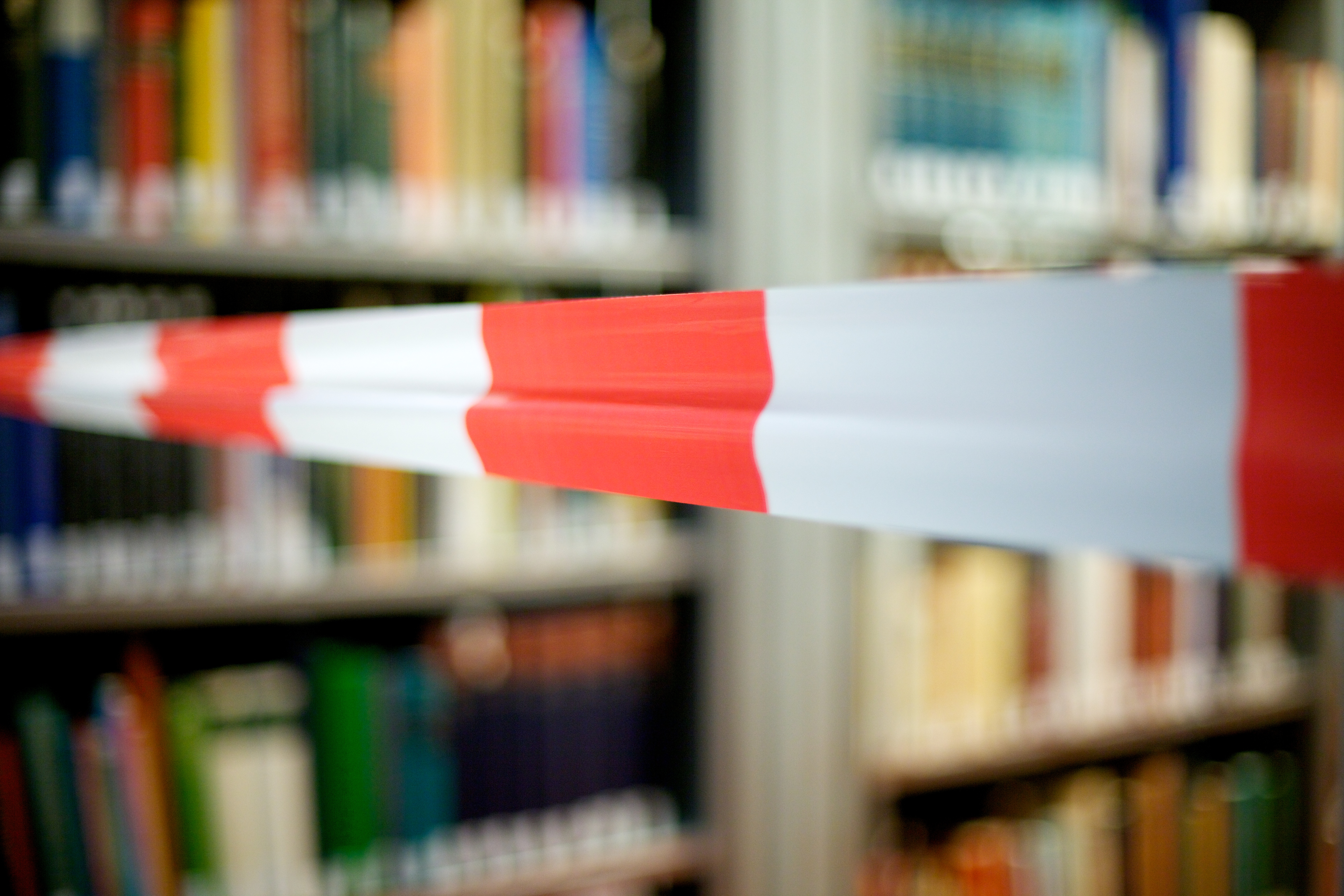
Afzetlint

Een afzetlint wordt o.a. gebruikt door de politie, de brandweer en andere hulpdiensten om een gebied af te schermen van het publiek.
Het werd in 1962 bedacht door de Duitser Werner Sporleder (overleden 21 mei 2019).